# Prionotropis hystrix
Prionotropis hystrix är en insektsart som först beskrevs av Ernst Friedrich Germar 1817.  Prionotropis hystrix ingår i släktet Prionotropis och familjen Pamphagidae.
Arten förekommer vid Adriatiska havet från nordöstra Italien till norra Montenegro. Den vistas främst i torra landskap med glest fördelad växtlighet. Prionotropis hystrix besöker sällan skogar och samhällen.
Beståndet hotas av intensivt brukade betesmarker och av nyplanterade ytor med ett tätt täcke av träd eller buskar. IUCN listar arten som sårbar (VU).

## Underarter
Arten delas in i följande underarter:
- P. h. azami (listas sedan 2015 som art)
- P. h. hystrix